# Hoogveensnelloper
De hoogveensnelloper (Agonum munsteri) is een keversoort uit de familie van de loopkevers (Carabidae). De wetenschappelijke naam van de soort werd in 1935 gepubliceerd door Hellen.